# Micha Hamel
Micha Hamel (Amsterdam, 8 juli 1970) is een Nederlands componist, dirigent en dichter.

## Biografie
Hamel studeerde aan het Koninklijk Conservatorium in Den Haag (1988-1994); daarnaast heeft hij ook een jaar filosofie gestudeerd in Amsterdam. Hij volgde een compositiecursus in het Tanglewood Music Center, in de Verenigde Staten.
Micha Hamel is sinds 2014 lid van de Akademie van Kunsten.

## Componist
Zijn composities schreef hij vooral in opdracht van de Slagwerkgroep Den Haag, het Ives Ensemble, het Schönberg Ensemble en het Nieuw Ensemble. Tevens heeft hij een aantal stukken geschreven in opdracht van een aantal Engelse dansgroepen. In 2008 trad Hamel voor het eerst naar voren met een dramatisch werk, Snow White (Op.34), een 'tragische operette'. Deze polystilistische compositie, waarvoor hij het libretto ook zelf schreef, componeerde hij in opdracht van de Nationale Reisopera.
In 2019 schreef hij, in opdracht van De Nationale Opera, de opera Caruso a Cuba, die in maart 2019 in première ging op het Opera Forward Festival.

## Dirigent
Als dirigent heeft Hamel carrière gemaakt bij het Nederlands Balletorkest, het Radio Symfonie Orkest en bij de Slagwerkgroep Den Haag. In 1997 kreeg hij de Bernard Haitink Beurs voor een assistent-dirigentschap van het Radio Filharmonisch Orkest. Hamel was chef-dirigent van het Noordhollands Philharmonisch Orkest van september 2000 tot aan de opheffing in 2002. In 2004 debuteerde hij bij het orkest van de RAI in Turijn. Van 2012 tot 2014 was Hamel de artistiek leider van het Magogo Kamerorkest.
Daarnaast is Micha Hamel coach van beginnende dirigenten in het televisie programma Maestro.

## Dichter
Naast zijn werk in de muziek heeft Hamel in 2004 zijn eerste dichtbundel uitgebracht, Alle enen opgeteld. Hiervoor ontving hij in 2005 de Lucy B. en C.W. van der Hoogtprijs. In 2006 heeft hij zijn tweede bundel uitgegeven, Luchtwortels en in 2010 de derde, Nu je het vraagt. Voor zijn bundel Bewegend doel uit 2013 ontving hij in dat jaar de Jan Campert-prijs.

## Docent
Sinds 2010 is Hamel ook lector aan de Hogeschool Codarts in Rotterdam. Sinds 2016 is hij gastdocent bij de master Neerlandistiek van de Universiteit Utrecht en coach in de dirigenten talentenjacht Maestro waarin hij diverse bekende Nederlanders heeft geholpen om binnen 10 weken een orkest te dirigeren.

## Prijzen
1994: Aanmoedigingsprijs voor Compositie van het Amsterdams Fonds voor de Kunst

1997: Bernard Haitink Beurs voor een assistent-dirigentschap van het Radio Filharmonisch Orkest. 

1998: Elisabeth Everts Prijs; een tweejaarlijkse prijs voor talentvolle jonge musici. 

1999: Kersjes-van de Groenekan Beurs toegekend

2004: Lucy B.-van der Hoogt-prijs voor dichtbundel “Alle enen opgeteld” van de Maatschappij der Nederlandse Letterkunde en nominatie Cees Buddingh' prijs

2006: Nominatie J. C. Bloemprijs voor dichtbundel “Luchtwortels”

## Composities en werk
Opus 46 - Caruso a Cuba
Opera after the novel ‘Como un mensajero tuyo’ by Mayra Montero (1998). Duration: 1h 45'
Opus 45 - Kus de regen
Instrumentation: Alto singer, actress, violin, soprano/alto sax, harp, synthesizer
Opus 44 - Plastic soep
A short scene about the plastics pollution of the oceans.
Children’s choir (the children), tenor solo (the father), clarinet, alto saxophone, piano, double bass.
Renascence; Singer, Actress and 4 instrumentalists. Duration: 45′
Opus 43 (2015)
Your memories will remember you; Flute soloist and String Orchestra (approx. 10.8.6.6.4) The soloist is a multi-instrumentalist, playing various recorders, duduks and fujara. Duration: 50′
Opus 42 (2015)
Vriendschap; Male choir TTTTBBBB Poems by: Rémy de Muynck, Gerrit Kouwenaar and Herman Gorter. Commissioned by ‘Zang en Vriendschap’, Haarlem. Duration: 9′ Unpublished.
Opus 41 (2014)
In search of a prayer; commissioned by the Cello Biënnale Amsterdam 2014. Published by Donemus Publishing, The Hague Duration: 6’30”.
Opus 40 (2014)
Een pure formaliteit; Music theatre production for 3 actors, 1 female singer, 8 cellos and 1 recorder/duduk-player. Based on the movie “Una pura formalitá” (Tornatore, 1995) Text by: Giuseppe Tornatore en Pascal Quignard,
Produced by theatre company ‘Orkater’ and directed by Sarah Moeremans. Duration: 95′; Unpublished.
Opus 39 (2012)
Altra Luna; Mixed choir a cappella Text by: Stefano dal Bianco Commissioned by Europa Cantat 2012 Duration: 3′ Unpublished.
Opus 38 (2012)
De Rode Kimono; Interdisciplinary music theatre meant to be an evocation of the painting “De rode kimono” by George Hendrik Breitner. Wind quintet, piano, dancer and actress. Duration: 40′. Commissioned by the Holland Festival
Produced in collaboration with the Stedelijk Museum Amsterdam. Published by Donemus Publishing, The Hague.
Opus 37 (2011-2012)
Requiem; A theatrical ritual for 12 performers: Tenor, Actor, piano, flute/picc/afl/bfl, sopr/altosax, bassoon, trombone/tenor tuba, vl, kemence or viola, various perc, harp/portable harp, church organ Duration: 100′; Commissioned by the Holland Festival; Published by: Donemus Publishing, The Hague.
Opus 36 (2010)
Sonatine; Soprano, alto and tenor saxophone Duration: 20′ Commissioned by theatre company ‘The Glasshouse’ Published by Donemus Publishing, The Hague.
Opus 35 (2009-2010)
Male and female recitant, chamber choir 4.3.4.3.; The two soloists are amplified, the chamber choir is spatially divided over the stage and the hall. Text: three poems by Erik Menkveld; Duration: 15′; 
Commissioned by the Nederlands Kamerkoor; Published by Donemus Publishing, The Hague.
Opus 34 (2004–2007)
Snow White; Text: Donald Barthelme (1966); Libretto by the composer; Duration: 2h 30′; Published by Donemus Publishing, The Hague.
Opus 33 (2007)
Sortie; Mezzo soprano, oboe, trombone, violin, cello, piano (in spatial set-up) Text: René Char Duration: 11′ Published by Donemus Publishing, The Hague   Sortie Ineffable rigueur Qui maintint nos vergers, Dors mais éveille-moi....
Opus 32 (2007)
Schizophrenic Girl; Chamber choir 4444 or 6666 Text: X. L Kennedy Duration: 10′ Published by Donemus Publishing, The Hague;   Schizophrenic Girl Having crept out this far, So close your breath casts moisture on...
Opus 31 (2005–2006)
Romeo & Julia; Oboe solo (representing Julia), Horn solo (representing Romeo), and 2 sopranino recorders, 2 alto recorders, tenor sax, 3233 2132 2 perc pf cel – strings Antiphonal set-up. Duration: 27′ Published...
Opus 30 (2004–2010)
Nous Deux; Soprano and string quartet. Movements can be performed seperately. Text: Paul Éluard 1. Nous Deux 2. Chanson 3. Je te l’ai dit pour les nuages 4. Ma Morte Vivante...
Opus 29 (1997–2000)
Geestelijke Liederen; 
Medium or large choir and orchestra 2222 2221 2perc hp – strings Suitable for amateur choir Text: Constantijn Huygens Duration: 16′ Published by Donemus Publishing, The Hague
Opus 28 (2004)
Hinniker van Craquelé; Chamber choir consisting of 5 sopranos, 4 altos, 4 tenors, 4 basses. Spatial set-up. Text: Lucas Hüsgen and William Butles Yeats Duration: 11′ Unpublished
Opus 27 (2003)
Songs of sorrow and joy; Large fanfare orchestra soprano sax 1,2 alto sax 1,2 tenor sax 1,2 baritone sax piccolo trumpet Flugel horns 1,2,3 horn 1,2,3,4 trumpet 1,2,3 trombone 1,2,3 baritone 1,2 euphonium tuba...
Opus 26 (2002)
Memento Mori; Large orchestra 3333 6421 4perc hp organ – strings Duration: 8′ Published by Donemus Publishing, The Hague
Opus 25 (2002)
Triptyque; Baritone and 2222 3000 1perc hp – strings or Baritone and piano Text: Guillaume Apollinaire Duration: 6′ Published by Donemus Publishing, The Hague
Opus 24 (2001–2003)
Frierst Du – Hast Du Heimweh?; Violin, viola, cello and piano Duration: 12’30” Published by Donemus Publishing, The Hague
Opus 23 (2001)
Tijdreis; Large fanfare orchestra 1 sopranino sax soprano sax 1, 2 alto sax 1,2 tenor sax 1,2 baritone sax bugel 1,2,3 horn 1,2,3,4 piccolo trumpet trumpet 1,2,3 trombone 1,2 bass...
Opus 22 (2000)
Gong; Soprano, flute, oboe, bass clarinet, piano, harp, mandolin, guitar, violin, viola Text: Lucas Hüsgen 1. Hier lig ik bij de verholen rok 2. Verschraalde vis op een vuist van...
Opus 21d (2000)
Symphony No. 1 – movement 4 – Waak; 3343 4331 5perc pf/cel hp – strings Duration: 7′ Published by Donemus Publishing, The Hague
Opus 21c (2002)
Symphony No. 1 – movement 3 – Nagloed; 3333 4300 3perc – strings Duration: 11′ Published by Donemus Publishing, The Hague
Opus 21b (2001)
Symphony No. 1 – movement 2 – Klok; 1 sopranino/alto recorder, 3343 4331 5perc pf/cel hp – strings Duration: 11′ Published by Donemus Publishing, The Hague
Opus 21a (1998)
Symphony No. 1 – movement 1– Vuurdoop; 3333 6331 5perc hp cel – strings Duration: 8′ Published by Donemus Publishing, The Hague
Opus 20 (1998)
La Porte; Baritone, 1121 1000 2perc – 1.1.1.1.1. Text by Guillaume Apollinaire Duration: 8′ Published by Donemus Publishing, The Hague
Opus 18 (1997–1998)
Verpoosd in schaduw; Mezzo-soprano, Bass-baritone, Recitant, 9 violins, 3 violas, 2 cellos, double bass and keyboard-operated vocoder. Text by Lucas Hüsgen Verpoosd in Schaduw is gecomponeerd als onderzoek naar een actueel madrigalisme....
Opus 17 (1998)
Laatste Man/Ware Grootte; Large orchestra 5555 9641 3perc 2hp, prerecorded tape, strings   Duration: 8′ Published by Donemus Publishing, The Hague
Opus 16b (1996 instr. 2006)
Vier Nederlandse liederen; Baritone and ensemble 1121 1000 1perc pf – 1.1.1.1.1. Tonnus Oosterhoff – In de ongelukskooi Michaël Zeeman – Als op het water Peter van Lier – Gegroet o… Willem...
Opus 16a (1996)
Vijf Nederlandse Liederen; Baritone, cello and piano Tonnus Oosterhoff – In de ongelukskooi Michaël Zeeman – Als op het water Peter van Lier – Gegroet o… Willem Jan Otten – Na de...
Opus 15 (1996)
Drei Lieder; Baritone, cello and piano Text: Peter Altenberg Vorfrühling Traurigkeit Spätsommer De Drei Lieder zijn allemaal zeer kort, korter dan één minuut. Tekstdichter Peter Altenberg is ook de dichter van...
Opus 14 (1996)
Trois Chansons; Baritone and chamber orchestra: 2222 2110 2perc hp cel – 8.6.5.4.2. text: Guillaume Apollinaire Duration 5′
Opus 13 (1995)
Wat later op de ochtend; String orchestra: minimum 6.6.4.3.2.1. Composed for the Netherlands Youth String Orchestra, I decided to base the piece on a quite innocent bit of music that I wrote when I...
Opus 12 (1995)
Wintergezicht; Orchestra: 3333 4231 4perc hp cel pf strings Music for an original choreography by Toer van Schayk for the Dutch National Ballet, the title of the choreography being ‘Spiegels...
Opus 11 (1994)
Blättern; Ensemble 1232 2000 – 1.1.1.1.1. A somewhat dark piece of music about a Viennese Waltz having massive difficulty taking off. A general feeling of nostalgia and loss over a music...
Opus 10 (1994)
When you are old and grey; Mezzo soprano and Baritone a capella Text: William Butler Yeats When you are old and grey and full of sleep, And nodding by the fire, take down this...
Opus 8 (1993)
Ich lehre euch; E-flat clarinet and tape. Text: Friedrich Nietzsche ‘Ich lehre euch den Übermenschen. Der Mensch ist Etwas, das überwunden werden soll. Was habt ihr gethan, ihn zu überwinden? Was ist der...
Opus 7 (1993)
Zwei Lieder; Soprano and percussion (2 gongs and 2 cymbals). Two songs on poems by Paul Celan.: 1. Der uns die Stunden zählte 2. Der Gast Duration: 3′ Published by Donemus Publishing, The Hague,...
Opus 6 (1993)
Where are you? String trio (violin, viola, cello). Commissioned by the Brighton Festival 1993 for a choreography by Michael Rolnick. Duration: 23′ Published by Donemus, The Hague
Opus 5 (1993)
Fructus; String quartet and six percussionists. Commissioned by Slagwerk Den Haag and the Mondriaan String Quartet. Duration: 17′ Published by Donemus, The Hague.
Opus 4 (1991)
Porfieren Fonteinen; Three vibraphones. Commissioned by Slagwerk Den Haag. Duration: 11′ Published by Donemus, The Hague
Opus 3 (1991)
There was nothing nobody could say; Corno inglese, cello, percussion, celesta and piano. Commissioned by the Ives Ensemble for the Zagreb Festival 1991. Duration: 11′ Published by Donemus, The Hague
Opus 2 (1990, revised 1998)
Violin Concerto no. 1; Violin solo, 4 treble recorders, 3 oboes, 5 violins, 2 violas and portative organ. Duration: 11′ Published by Donemus Publishing, The Hague
Opus 1 (1989)
Corpus Hyperkubus; Cubistic aria after Salvador Dalí’s painting Alto voice, violin, cello, corno inglese and bassoon. Text: Salvador Dalí and Christian Friedrich Henrici Duration: 3’ Published by: Donemus Publishing, The Hague

## Publicatie
- Micha Hamel (i.s.m. Sander van Maas, Dirk van Weelden, Arlon Luijten): Speelruimte : voor klassieke muziek in de 21ste eeuw. Uitg. Hogeschool Codarts, Rotterdam, 2016, 390 p. ISBN 978-90-821951-1-8